# Phyllorhiza punctata
Phyllorhiza punctata es una especie de medusa, también denominada campana flotante, medusa manchada australiana o medusa de puntos blancos. Es nativa del océano Pacífico occidental desde Australia hasta Japón, pero ha sido introducida en muchas otras regiones. Se alimenta principalmente de zooplancton. P. punctata por lo general puede llegar a medir unos 50 cm de diámetro, pero en octubre del 2007, se encontró en Sunset Beach, Carolina del Norte una que medía 72 cm, probablemente la más grande de la que se tengan registros.

## Vida

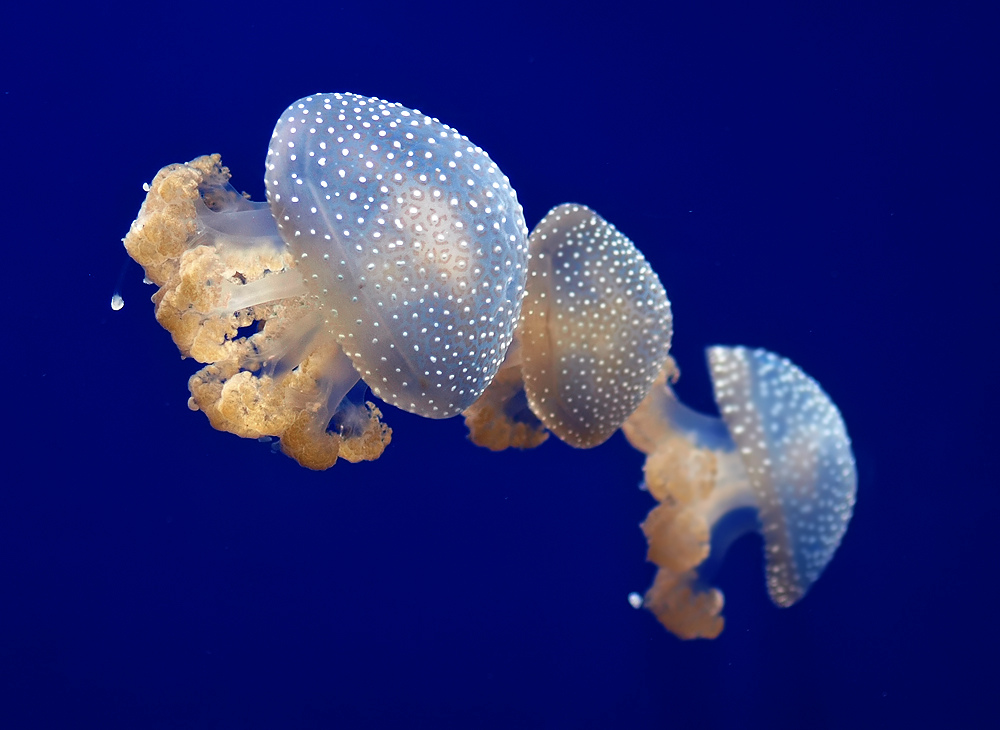
En el Parque animal Hagenbeck, Alemania.

Las medusas poseen un ciclo de vida compuesto de dos etapas que consiste de una etapa de medusa (adulto) y una etapa de pólipo (juvenil). En la etapa de medusa, el macho libera esperma en el agua y la hembra recolecta el esperma en su boca donde tiene los huevos. Una vez que ha tenido lugar la fertilización y se forman las larvas ellas dejan a su madre y se asientan en el suelo del océano. Una vez en el suelo se produce una forma de pólipo y esta forma se reproduce asexualmente mediante "clonado" o dividirse formando otros pólipos. Las medusas pueden vivir cinco años en la etapa pólipo y hasta dos años en la etapa medusa.
En aguas cálidas esta medusa se desarrolla en abundancia. Son principalmente eurihalinas pero bajos niveles de salinidad pueden tener un efecto negativo en la especie. En épocas de bajos niveles de salinidad estas medusas pierden parte de su zooxanthellae. Sus patrones de dispersión son localmente irregulares.
Poseen un veneno de baja intensidad y no se las considera una amenaza para los humanos. Su pinchadura es poco dolorosa y se la puede curar con vinagre. Se puede utilizar agua salada si no hay otro remedio a mano. Las medusas han causado mucha destrucción de pesquerías y ecosistemas.

## Ecología
Phyllorhiza punctata forma parte de la familia Rhizostomatidae en el género Phyllorhiza.
Dado que su veneno no es lo suficientemente potente para matar a sus presas, por lo cual su modo de alimentación es por filtrado de agua.
Su principal alimento es zooplancton. Normalmente se desplazan en grandes grupos, which tends to result in huge swaths of them consuming all of the zooplancton in the area. Ello conduce a que tengan un impacto negativo sobre los ecosistemas locales por los cuales se desplazan. Dado que se alimentan de zooplancton compiten por el alimento con otras especies.
Son nativas de los mares aledaños a Cairns, Queensland, Australia, y Tailandia. Han extendido su hábitat nativo en dirección norte desde el este de Australia hasta el sureste de Asia. También se las ha encontrado en numerosas regiones de las cuales no son nativas tales como Australia occidental, Filipinas, Estados Unidos, Brasil, Puerto Rico, el sector este del Mediterráneo, el Caribe, y el Golfo de México. P. punctata prefiere mares cálidos y se congregan en aguas próximas a las costas.

## Especie invasora
Desde 1945 se ha detectado la presencia de ejemplares de la especie en aguas en torno a las islas de Hawái, en el mar Mediterráneo desde 1965, y abundante cantidad de las mismas en el Golfo de México desde el 2000. En el este del océano Pacífico, ya en 1981 se había observado su presencia en la zona de San Diego y en el Golfo de California. Aunque se desconoce cómo fue introducida en estas regiones, se ha teorizado que es posible que los pólipos se hayan adherido a los cascos de embarcaciones, o fueron transportados en el tanque de balasto de los barcos siendo posteriormente vertidas al agua. Como especie invasora, se ha convertido en una amenaza para diversas especies de camarón. En los golfos las medusas crecen hasta alcanzar grandes dimensiones, midiendo más de 60 cm de diámetro.
Hacia julio de 2007 se descubrieron individuos de pequeño porte en la bahía de Bogue y mucho más al norte a lo largo de la costa de Carolina del norte. Sin embargo, su habilidad para consumir plancton y huevos y larvas de especies de peces importantes es un motivo de preocupación. Cada medusa puede filtrar hasta unos 50000 lt de agua marina por día. Mediante este procedimiento la medusa ingiere plancton que necesitan las especies nativas.
En América del norte y Hawái se las encuentra en norte del Golfo de México, sur de California, Antillas Mayores, Florida, y las islas de Hawái.
Las medusas también amenazan las industrias pesqueras a causa del consumo de huevas y larvas de peces, cangrejo y camarón. Además de afectar a las poblaciones en los cardúmenes, taponan las redes de pesca, dañar succiones de agua de refrigeración de los motores de los barcos, y arruinar elementos de pesca.
Recientemente ha sido detectada su presencia en el Mar Menor, una laguna costera salada con graves problemas medioambientales, situada en la Región de Murcia, en el sureste de España.